# 佐藤三郎 (陸軍軍人)
佐藤 三郎（さとう さぶろう、1881年5月28日 - 1964年10月5日）は、日本陸軍の軍人。最終階級は陸軍中将。

## 経歴
山形県出身。佐藤丑松の三男として生れる。1902年11月、陸軍士官学校（14期）を卒業、翌年6月、歩兵少尉に任官し歩兵第32連隊付となる。陸軍戸山学校付などを経て、1912年11月、陸軍大学校（24期）を卒業した。
陸士教官、参謀本部員、支那公使館付武官補佐官、参謀本部員、兼陸大教官、参謀本部付（上海駐在）、参謀本部課長、欧州出張、歩兵第46連隊長、第3師団司令部付（済南駐在）などを歴任し、1929年8月、陸軍少将に進級。
支那公使館付武官、近衛歩兵第2旅団長などを経て、1933年8月、陸軍中将となった。参謀本部付、第2独立守備隊司令官、参謀本部付などを歴任し、1935年9月、予備役に編入された。その後、北支新民学院副校長、新民会顧問を勤めた。
1936年4月14日、内閣総理大臣廣田弘毅より満州国建国における第一の功労者として叙勲が進言され、同年7月10日、昭和天皇より勲一等・旭日大綬章が贈られた。
1947年（昭和22年）11月28日、公職追放仮指定を受けた佐藤三郎は、同姓同名の別人であり、無関係である。。

## 栄典
- 1918年（大正7年）3月28日 -  支那国四等文虎勲章・四等嘉禾章[2]
- 1919年（大正8年）10月29日 - 支那国三等實光嘉禾章
- 1936年（昭和11年）７月10日 - 勲一等・旭日大綬章